# Chemo-litho-autotroof
Een chemo-litho-autotroof organisme is een organisme dat met behulp van de uit anorganische verbindingen door redoxreactie verkregen energie, de zogenaamde chemosynthese, gebruikt voor het maken van organische verbindingen met kooldioxide. Als elektronendonor bij de stofwisseling worden anorganische verbindingen gebruikt.
Voorbeelden van chemo-litho-autotrofe organismen zijn nitrificeerders, anammox bacteriën en zwavel oxiderende bacteriën.

## Overzicht
| Energiebron     | Licht                   | foto-  |         |         | -troof |
| Energiebron     | Licht & redoxreactie    | mixo-  |         |         | -troof |
| Energiebron     | Redoxreactie            | chemo- |         |         | -troof |
| Elektronendonor | Organische verbinding   |        | organo- |         | -troof |
| Elektronendonor | Anorganische verbinding |        | litho-  |         | -troof |
| Koolstofbron    | Organische verbinding   |        |         | hetero- | -troof |
| Koolstofbron    | Anorganische verbinding |        |         | auto-   | -troof |